# Johan Liiva

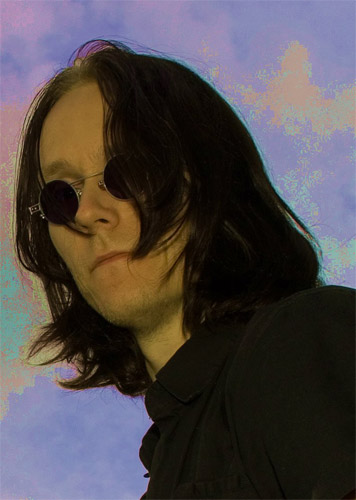
Johan Liiva 2006

Johan Patrik Mattias Liiva, auch Johan Liiva-Axelsson (* 18. November 1970 in Helsingborg) ist ein schwedischer Extreme-Metal-Sänger und -Musiker. Bekannt wurde er als erster Sänger der Melodic-Death-Metal-Band Arch Enemy. Auch war er Gründungsmitglied von Carnage, Furbowl und NonExist. Derzeit ist er Sänger von Hearse.

## Werdegang
Johan Liivas Familie hat estnische Wurzeln. Sein Name wurde durch Hochzeit seiner Eltern in Axelsson bzw. einen Doppelnamen geändert, er änderte ihn später aber wieder in Liiva. Liiva gründete Carnage 1988 mit seinem Freund Michael Amott. Liiva nahm mit der Gruppe zwei Demotapes auf, The Day Man Lost und Infestation of Evil. Aber er verließ die Band, bevor sie 1990 ihr erstes Album herausbrachte. Liiva gründete dann Furbowl als Gitarrist und Sänger mit, Max Thornell spielte Schlagzeug. Die Band veröffentlichte Those Shredded Dreams 1992 als Doppelalbum bei Step One Records. Auf dem Album waren Gastsoli von Michael Amott zu hören, der die Platte auch produzierte. Nicklas Stenemo stieß als Gitarrist hinzu, gemeinsam brachten sie 1994 ihr Zweitwerk The Autumn Years bei Black Mark Production heraus. Kurz darauf löste sich die Gruppe allerdings auf.
Liiva tat sich in der Folge erneut mit Michael Amott – der nach dem Aus von Carcass eine neue Herausforderung suchte – zusammen und gründete 1996 Arch Enemy mit, wo er ursprünglich auch Bass spielte. Das erste Album Black Earth wurde nicht zuletzt in Japan ein Erfolg, so dass die Band 1998 dort touren konnte. Als Nachfolger wurde Stigmata 1998 veröffentlicht, was zu größeren Tourneeaktivitäten führte. 1999 brachte die Gruppe Burning Bridges und Burning Japan Live 1999 heraus, woraufhin Liiva und Arch Enemy im November 2000 getrennte Wege gingen.
Liiva formierte daraufhin NonExist mit Gitarrist Johan Reinholdz (Andromeda) und Schlagzeuger Matte Modin (Dark Funeral, Defleshed). Die Band brachte mit Deus Deceptor ein Album heraus, bevor sie sich 2002 auflöste.
Liiva gründete dann Hearse. Mattias Ljung übernahm die Gitarre und der frühere Furbowl-Bandkollege Max Thornell spielte Schlagzeug. Die Band brachte bislang mit Dominion Reptilian 2003 bei Hammerheart Records, Armageddon, Mon Amour 2004 bei Candlelight Records, The Last Ordeal 2005 bei Karmageddon Records  und In These Veins bei Dental Records in 2006 sowie Single Ticket to Paradise 2009 fünf Studioalben heraus.
Johan Liiva steuerte Gastgesang zum Debüt der kanadischen Industrial-Death-Metal-Gruppe Synastry, Blind Eyes Bleed beim Titel Visions of Anger bei, das 2007 aufgenommen und 2008 veröffentlicht wurde.
Am 10. Oktober 2015 war Liiva gemeinsam mit dem Ex-Gitarristen Christopher Amott Special Guest bei einem Auftritt von Arch Enemy in Japan im Original-Line-up. Sie spielten die drei Songs Bury Me an Angel, The Immortal und Fields of Desolation, wobei das letztere Stück von beiden Besetzungen gleichzeitig gespielt wurde.

## Privates
Johan Liivas Ehefrau ist ukrainischer Herkunft. Er heiratete sie dort 2015.

## Diskografie

### Max and the Chainsaws
- Max and the Chainsaws 7" EP (1989)

### Carnage
- The Day Man Lost – Demo (1989)
- Infestation of Evil – Demo (1989)

### Furbowl
- Those Shredded Dreams (1992)
- The Autumn Years (1994)

### Arch Enemy
- Black Earth (1996)
- Stigmata (1998)
- Burning Bridges (1999)
- Burning Japan Live 1999 (2000)
- Wages of Sin (Disc 2) (2001)

### NonExist
- Deus Deceptor (2002)
- From My Cold Dead Hands (2012)
- Throne of Scars (2015)

### Hearse
- Dominion Reptilian (2003)
- Armageddon, Mon Amour (2004)
- The Last Ordeal (2005)
- In These Veins (2006)
- Single Ticket to Paradise (2009)

### Als Gastmusiker
- Necrony – Gesang bei Pathological Performances (1993)
- Birdflesh – Alive Autopsy/Trip to the Grave (2001/2004)
- Manipulated Slaves – Hintergrundscreaming bei The Legendary Black Jade (2002)
- Legen Beltza – Gesang bei Dimension of Pain (2006)
- Synastry – Gesang bei Visions of Anger auf dem Album Blind Eyes Bleed (2008)
- Oceans of Sadness – Gesang bei In the End auf dem Album The Arrogance of Ignorance (2008)
- Betrayer – Gesang bei In My Heart beim Album Too Loud (2013)